# Numancia CMA Soria
Pour les articles homonymes, voir Numancia.
Le Numancia Soria est un club de volley-ball espagnol, évoluant au plus haut niveau national (Superliga).

## Palmarès
- Championnat d'Espagne : 1995, 1996, 1999
- Coupe d'Espagne : 1994, 2001

## Effectif de la saison en cours
Entraîneur : Ricardo Maldonado  Argentine ; entraîneur-adjoint : Alvaro Martin  Argentine
| Numéro | Nom                              | Taille | Nationalité |
| 1      | Gilman Angel CAO HERRERA         | 1,98   | Argentine   |
| 2      | Manuel SALVADOR ESTEBAN          | 1,94   | Espagne     |
| 3      | Fabio Rogerio RODRIGUEZ DA SILVA | 1,98   | Portugal    |
| 4      | Manuel SEVILLANO                 | 1,93   | Espagne     |
| 7      | Miguel ANGEL DE AMO              | 1,85   | Espagne     |
| 8      | Juliano BENDINI                  | 1,99   | Brésil      |
| 9      | Mario SEGURA                     | 1,93   | Espagne     |
| 12     | Jeronimo MARTIN NICOLA           | 1,98   | Argentine   |
| 11     | Ismael DE MIGUEL                 | 1,91   | Espagne     |
| 13     | Sebastian CREUS LARRY            | 2,01   | Argentine   |
| 16     | Alberto SALAS                    | 1,91   | Espagne     |
| ?      | Matt KOMER                       | 1,99   | États-Unis  |
| 15     | Frederic HAVAS                   | 1,95   | France      |

## Joueurs majeurs
- Murray Grapentine  Canada (central, 2,02 m)